# Paul Blair (baseball)
Pour les articles homonymes, voir Paul Blair et Blair.
Paul L. D. Blair est un joueur de baseball américain né le 1er février 1944 et mort le 6 décembre 2013. Joueur de champ extérieur droitier, il a évolué dans les ligues majeures de baseball de 1964 à 1980, respectivement pour les Orioles de Baltimore (1964-76), les Yankees de New York (1977-79 puis 1980) et les Reds de Cincinnati (1979).